# Vjačeslav Vladimirovič Samodurov
Vjačeslav Vladimirovič Samodurov (in russo Вячеслав Владимирович Самодуров?; Tallinn, 19 maggio 1974) è un ex ballerino e coreografo russo. Nel corso della sua carriera è stato primo ballerino del Balletto Mariinskij, dell'Het Nationale Ballet e del Royal Ballet.

## Biografia
Vjačeslav Vladimirovič Samodurov nacque nella Tallinn sovietica nel 1974. Cresciuto in una famiglia dalla forte tradizione militare, si trasferì a Leningrado durante l'infanzia e prima di dedicarsi alla danza praticò pattinaggio artistico. Successivamente cominciò a studiare danza all'Accademia di danza Vaganova e, dopo il diploma, fu scritturato dal nel Balletto Mariinskij 1992. Nel 1996 fu promosso al rango di solista, mentre nel 1999 fu proclamato primo ballerino della compagnia. L'anno successivo si unì all'Het Nationale Ballet, dove ampliò il proprio repertorio con balletti di Frederick Ashton, Jerome Robbins, William Forsythe e Hans van Manen.
Nel 2003 fu scritturato dal Royal Ballet di Londra in veste di ballerino principale e durante i suoi sette anni con la compagnia danzò in molti dei grandi ruoli maschili del repertorio, tra cui Romeo nel Romeo e Giulietta di Kenneth MacMillan, il Principe nella Cenerentola e Colas ne La fille mal gardée di Frederick Ashton, il Fauno ne Il pomeriggio di un fauno di Vaclav Nižinskij, il protagonista ne Le Spectre de la rose di Michel Fokine, Siegfried ne Il lago dei cigni di Anthony Dowell, James ne La Sylphide di August Bournonville, il Principe ne Lo schiaccianoci e Albrecht nella Giselle di Peter Wright, Franz nella Coppélia di Ninette de Valois.
Dopo il ritiro dalle scene nel 2010 si è dedicato alla coreografia, vincendo per tre volte la Maschera d'Oro per il suo lavoro sulle scene russe.